# Andrew Ryan
Andrew "Andy" Ryan es un actor australiano, conocido por haber interpretado a Zak Green en The Jesters y a Chris Lang en la película Tomorrow, When the War Began.

## Carrera
En el 2007 apareció como invitado en la serie médica All Saints donde interpretó a Rusty Taylor.
En el 2008 obtuvo un pequeño papel en la película The Black Balloon protagonizada por Toni Collette y Erik Thomson.
En el 2009 se unió al elenco de la serie The Jeters donde interpretó al gurú Zak Green hasta el 2011.
En el 2010 obtuvo el papel del introvertido Chris Lang en la película Tomorrow, When the War Began. Ese mismo año apareció en la serie The Future Machine donde interpretó a Tom junto a Matthew Okine y Cariba Heine, y en la película Jucy donde interpretó a Brett.
En el 2013 se unió al elenco de la serie australiana Reef Doctors donde interpretó al farmacólogo Gus Cochrane, un científico especializado en el veneno y socio de la doctora Sam Stewart (Lisa McCune), hasta el final de la serie ese mismo año después de que esta fuera cancelada al finalizar la primera temporada.
Ese mismo año apareció como invitado en dos episodios de la serie Underbelly: Squizzy donde interpretó a Angus Murray, la serie es la sexta temporada de la serie Underbelly.
En el 2014 aparecerá en la película Tomorrow, When the War Began 2 donde interpretará nuevamente a Chris Lang. Ese mismo año apareció en la miniserie de dos partes Never Tear Us Apart: The Untold Story of INXS donde interpretó a Andrew Farriss, miembro de la banda australiana de rock INXS.

## Filmografía

### Series de televisión
| Año             | Serie                                         | Personaje          | Notas                        |
| --------------- | --------------------------------------------- | ------------------ | ---------------------------- |
| 2017 - presente | Janet King                                    | Flynn Pearce       | 8 episodios                  |
| 2017            | Blue Murder: Killer Cop                       | Wayne Crofton      | Ep. #1 - miniserie           |
| 2015 - 2017     | Love Child                                    | Dr. Simon Bowditch | 28 episodios                 |
| 2016            | Rake                                          | Stig               | 2 episodios                  |
| 2015            | Peter Allen: Not the Boy Next Door            | Molly Meldrum      | 2 episodios - miniserie      |
| 2014            | Never Tear Us Apart: The Untold Story of INXS | Andrew Farriss     | 2 episodios - miniserie      |
| 2013            | Reef Doctors                                  | Gus Cochrane       | 13 episodios                 |
| 2013            | Underbelly: Squizzy                           | Angus Murray       | 2 episodios                  |
| 2009 - 2011     | The Jesters                                   | Zak Green          | 16 episodios                 |
| 2010            | The Future Machine                            | Tom                | 8 episodios                  |
| 2009            | Chandon Pictures                              | Simon              | episodio "Script Is Written" |
| 2008            | Double the Fist                               | Joven Steve        | episodio "Medieval"          |
| 2007            | All Saints                                    | Rusty Taylor       | episodio "Bad Blood"         |

### Películas
| Año  | Título                              | Personaje    | Notas |
| ---- | ----------------------------------- | ------------ | --- |
| 2014 | Tomorrow, When the War Began 2      | Chris Lang   | junto a Phoebe Tonkin, Caitlin Stasey, Ashleigh Cummings, Lincoln Lewis y Chris Pang                         |
| 2014 | The Menkoff Method                  | Gary         | junto a Noah Taylor, Robert Taylor, David Whiteley, Jane Allsop, Catherine McClements y Brett Cousins        |
| 2013 | Lemon Tree Passage                  | Oscar Wilson | junto a Jessica Tovey, Tim Phillipps, Tim Pocock, Pippa Black, Nicholas Dunn y Dean Kirkright                |
| 2012 | Spine                               | Benji        | corto - junto a Lucas Pittaway, Matt Zeremes, Daniel Webber y Sara Jane West                                 |
| 2012 | Gull                                | Sam          | corto - junto a Ryan Johnson                                                                                 |
| 2012 | Two Flies                           | Andy         | junto a Ryan Johnson                                                                                         |
| 2012 | Not Suitable for Children           | Cantzi       | junto a Ryan Kwanten, Sarah Snook, Ryan Corr, Bojana Novakovic y Susan Prior                                 |
| 2012 | Careless Love                       | Mark         | junto a Nammi Le, Penny McNamee, David Field, Peter O'Brien y Hugo Johnstone-Burt                            |
| 2011 | The Office Mug                      | Allen        | corto - junto a Krew Boylan y Jeremy Waters                                                                  |
| 2011 | Wood                                | Tom          | corto - junto a Tom Sheldrick y Olivia Stiefel                                                               |
| 2011 | Birth Therapy                       | Russell      | corto - junto a Andrew Carbone, Damien Freeleagus, Marcus Pater y Candice Storey                             |
| 2010 | Jucy                                | Brett        | junto a Orson Welles, Ryan Johnson, Charlotte Gregg, Christopher Sommers y Kelly Chapman                     |
| 2010 | Tomorrow, When the War Began        | Chris Lang   | junto a Caitlin Stasey, Rachel Hurd-Wood, Lincoln Lewis, Phoebe Tonkin, Ashleigh Cummings y Colin Friels     |
| 2010 | Not Available                       | Randal       | junto a David Eastgate, Brooke Harman, Geoff Morrell, Edwina Roberts y Candice Storey                        |
| 2009 | Lonely                              | Stevie       | corto - junto a Danny Adcock, Catherine Davies, Josh McConville, Katherine Hicks, Ewen Leslie y Susie Porter |
| 2008 | The Black Balloon                   | Estudiante   | junto a Rhys Wakefield, Luke Ford, Gemma Ward, Anthony Phelan, Firass Dirani y Martin Lynes                  |
| 2008 | A Match of Priorities               | Stevo        | corto - junto a Jacqui Yang                                                                                  |
| 2007 | All My Friends Are Leaving Brisbane | Ash          | junto a Charlotte Gregg, Matt Zeremes, Ryan Johnson, Gyton Grantley y Christopher Sommers                    |

### Productor y escritor
| Año  | Título        | Notas                           |
| ---- | ------------- | ------------------------------- |
| 2012 | Two Flies     | productor                       |
| 2011 | Bird Therapy  | corto - co-productor y escritor |
| 2010 | Not Available | productor y escritor            |

### Teatro
| Año  | Obra    | Personaje | Director (a) | Teatro          | Notas                                           |
| ---- | ------- | --------- | ------------ | --------------- | ----------------------------------------------- |
| 2008 | The Kid | Aspro     | Tom Healey   | Griffin Theatre | junto a Akos Armont, Eamon Farren y Emma Palmer |

## Premios y nominaciones
| Año  | Categoría                                 | Premio      | Nominado (a)                                  | Resultado |
| ---- | ----------------------------------------- | ----------- | --------------------------------------------- | --------- |
| 2015 | Best Guest or Supporting Actor in a Drama | AACTA Award | Never Tear Us Apart: The Untold Story of INXS | Nominado  |